# Geranium lasiopus
Geranium lasiopus là một loài thực vật có hoa trong họ Mỏ hạc. Loài này được Boiss. & Heldr. mô tả khoa học đầu tiên năm 1849.